# Caserne Féraudy
La caserne Féraudy est une ancienne caserne d’infanterie de Metz, située rempart des Allemands.

## Construction et aménagements
La caserne Féraudy est construite non loin de la porte des Allemands, à l'extérieur des remparts. À l’époque, elle est destinée à l’infanterie.

## Affectations successives
Après 1930, les bâtiments servent de lieu de casernement à la compagnie de gendarmerie de Moselle. En 1938, le 4e bataillon du 18e régiment du génie créé à Metz en 1935, y a ses quartiers. Occupée en juin 1940 par l’armée allemande, la caserne est désaffectée après guerre.